# Nosodendron helferi
Nosodendron helferi is een keversoort uit de familie van de boomsapkevers (Nosodendridae). De wetenschappelijke naam van de soort is voor het eerst geldig gepubliceerd in 2000 door Háva.